# Utrivalva melitocrossa
Utrivalva melitocrossa är en fjärilsart som beskrevs av Edward Meyrick 1926. Utrivalva melitocrossa ingår i släktet Utrivalva och familjen vecklare. Inga underarter finns listade i Catalogue of Life.